# Čaka
Čaka (bis 1927 slowakisch auch „Čeka“; ungarisch Cseke) ist eine Gemeinde im Süden der Slowakei mit 707 Einwohnern (Stand 31. Dezember 2024), die zum Okres Levice, einem Teil des Nitriansky kraj gehört.

## Geographie

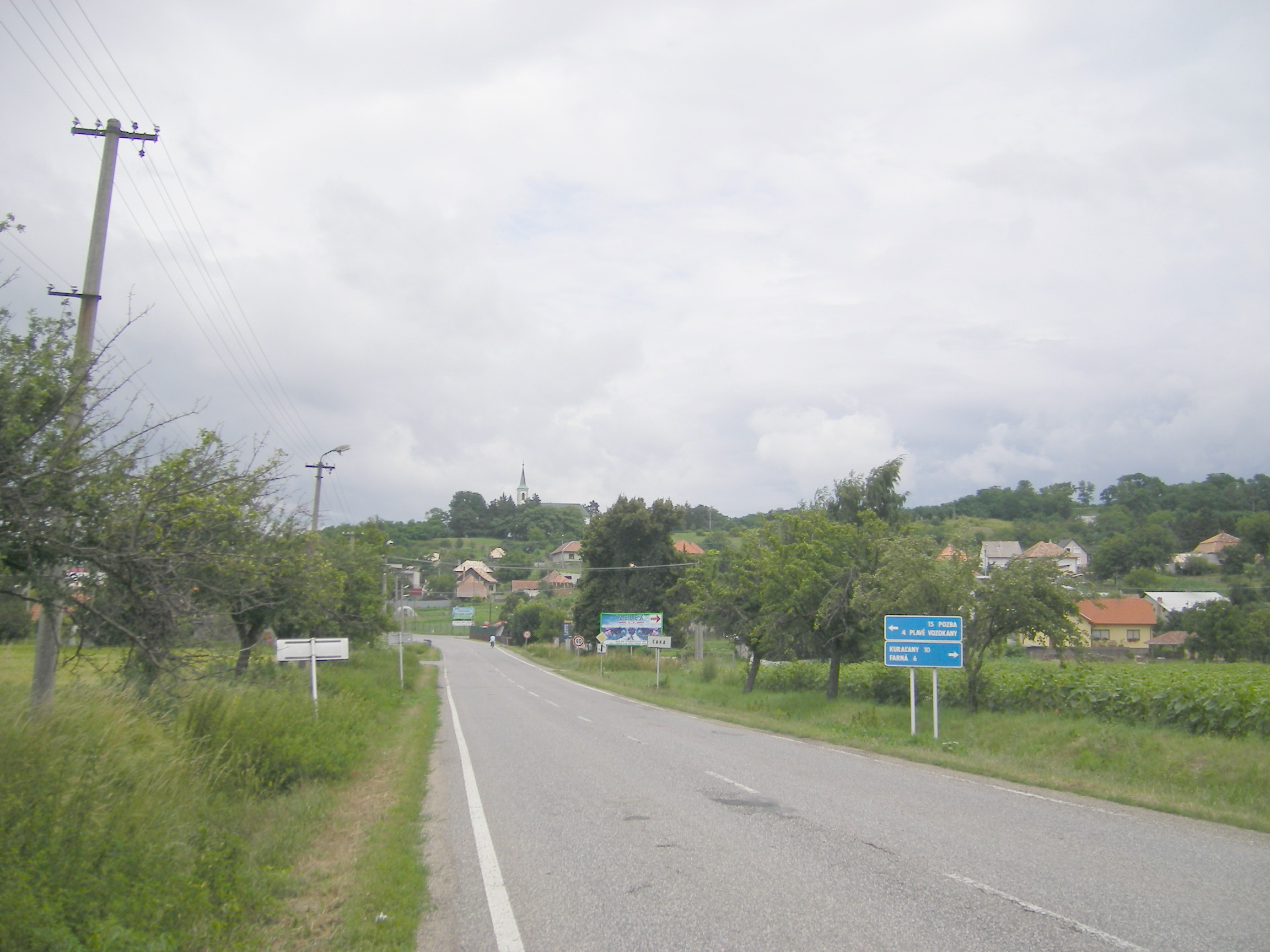
Čaka

Die Gemeinde befindet sich im Ostteil des Hügellands Pohronská pahorkatina innerhalb des slowakischen Donautieflands in einer kleinen Niederung am Bach Kvetnianka (Flusssystem Hron). Das Ortszentrum liegt auf einer Höhe von 191 m n.m. und ist 27 Kilometer von Nové Zámky sowie 30 Kilometer von Levice entfernt.
Nachbargemeinden sind Plavé Vozokany im Norden, Málaš im Osten, Farná im Süden, Kolta im Westen und Dedinka im Nordwesten.

## Geschichte

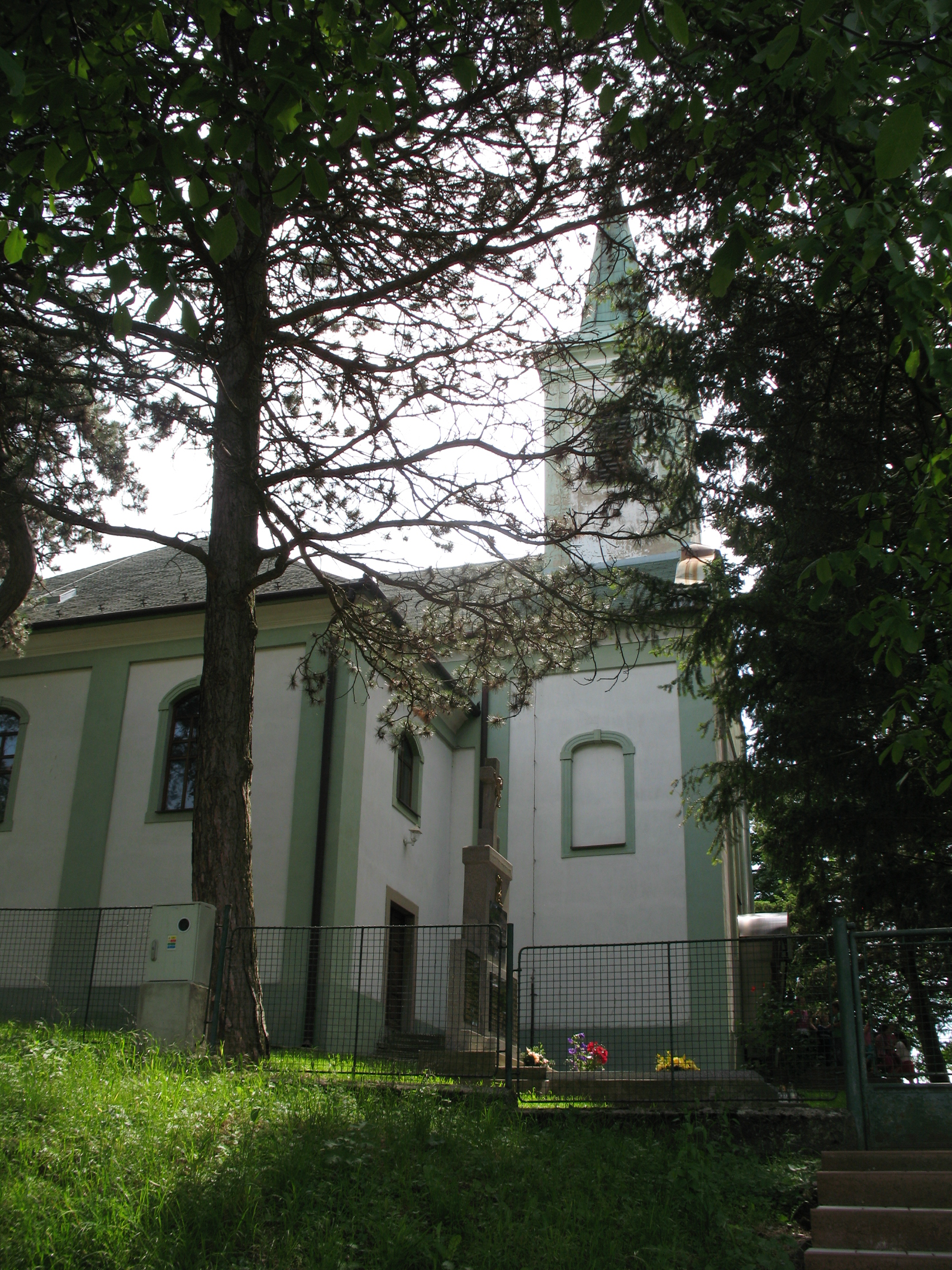
Kirche von Čaka

Das Gemeindegebiet von Čaka ist seit der Steinzeit besiedelt. Der Ort ist eine bedeutende archäologische Fundstätte und gab nach den charakteristischen Funden der Hügelgräberkultur (mittlere Bronzezeit) der Čaka-Kultur ihren Namen.
Der Ort wurde zum ersten Mal 1287 als Cheke schriftlich erwähnt und gehörte anfangs den Dienstboten des Erzbistums Gran, später direkt dem Erzbistum mit Verwaltungssitz im nahen Tekovské Lužany. 1550 wurde die Ortschaft von den Türken vollständig zerstört. 1828 zählte man 71 Häuser und 491 Einwohner, die in der Landwirtschaft beschäftigt waren.
Bis 1918/19 gehörte der im Komitat Barsch liegende Ort zum Königreich Ungarn und kam danach zur Tschechoslowakei beziehungsweise heute Slowakei. Von 1938 bis 1945 lag er auf Grund des Ersten Wiener Schiedsspruchs noch einmal in Ungarn.

## Bevölkerung
| Jahr                | 1994 | 2004     | 2014     | 2024    |
| ------------------- | ---- | -------- | -------- | ------- |
| Anzahl der Personen | 974  | 870      | 773      | 707     |
| Unterschied         |      | −10,67 % | −11,14 % | −8,53 % |

| Jahr                | 2023 | 2024    |
| ------------------- | ---- | ------- |
| Anzahl der Personen | 720  | 707     |
| Unterschied         |      | −1,80 % |

Gemäß der Volkszählung 2011 wohnten in Čaka 805 Einwohner, davon 781 Slowaken, zwölf Magyaren, sechs Roma und jeweils ein Tscheche und Ukrainer. Vier Einwohner machten keine Angabe. 756 Einwohner bekannten sich zur römisch-katholischen Kirche, 13 Einwohner zur evangelischen Kirche A. B., drei Einwohner zur griechisch-katholischen Kirche und jeweils ein Einwohner zur evangelisch-methodistischen Kirche und zur tschechoslowakisch-hussitischen Kirche. 23 Einwohner waren konfessionslos und bei acht Einwohnern wurde die Konfession nicht ermittelt.

## Bauwerke
- römisch-katholische Kirche im Barockstil aus dem Jahr 1769